# Estación Curacautín
Curacautín era una estación ubicada en la comuna chilena homónima de Curacautín en la Región de la Araucanía, que era parte del ramal Púa-Lonquimay. Actualmente el edificio de la estación fue demolido para dar cabida al nuevo rodoviario de la comuna.

## Historia
Con la construcción de un ramal en 1906 que se originaba desde la estación Púa y que llegó hasta estación Selva Oscura, extendiéndose por 49 kilómetros, la extensión de este ramal no llegó hasta Curacautín sino hasta octubre de 1914; esta extensión adicional correspondió a 28,6 km extra de vías. El ramal finalmente se inaugura en 1914 y se entregan los títulos de domino al estado de Chile en 1915.
El edificio de la estación sufre un incendio en 1948, y no es reconstruida sino hasta 1961.
Sn embargo, el plan de este ramal era conectar a Argentina por medio de la conexión de este ramal con el ramal ferroviario Bahía Blanca-Neuquén-Zapala, que tiene su punta de vías en la estación Zapala, por lo que los trabajos continuaron, construyéndose el túnel Las Raíces —entre 1929 y 1956— y posteriormente extendiendo la segunda parte del ramal desde Curacautín hasta la estación Lonquimay en 1968.
El servicio regular de trenes de pasajeros terminó en septiembre de 1982. Sin embargo, existió un servicio turístico —el Tren de la Araucanía— que operó por una década desde agosto de 1982; luego de esto, junto con la detención del transporte de carga a través del ramal, todo servicio cesó poco después de 1993. En 2002, la Empresa de los Ferrocarriles del Estado cede la administración y custodia de los terrenos y edificios al municipio. Durante un periodo la estación fue utilizada como Restaurant; posteriormente se rehabilitó como el rodoviario de la comuna.

### Reutilización, demolición y reconstrucción
En agosto de 2018 el estudio arquitectónico Sustenta Arquitectos había presentado un modelo de lo que es un proyecto para un nuevo edificio que reemplazaría al de la estación de ferrocarriles; este edificio sería el nuevo terminal de buses interurbanos de la comuna. El proyecto busca mantener la mampostería original del edificio, mientras que se construye la infraestructura a su alrededor. El 19 de junio de 2019, el Consejo Regional de la Araucanía aprueba el proyecto de 2 mil millones de pesos. Una de las razones de la demolición fue debido a daños estructurales detectados durante las obras de recuperación.
En la semana del 14 de diciembre de 2020, el antiguo edificio de la estación, que había sido reutilizado como rodoviario para la comuna, fue demolido.

## Infraestructura
La primera estación fue un edificio de estilo Reina Ana de dos pisos. Sin embargo, un incendio en 1948 conllevó a que la estación fuese destruida; posteriormente recién fue que en 1961 se terminaron las obras de la segunda estación, que se ubicó al oeste de la estación original.
En la estación aun se encontraba el semáforo, desvíos locales y la tornamesa; esta última, sin embargo, fue rellenada con tierra en abril de 2020 con fines de construir viviendas sin tener los permisos para alterar este bien, que es propiedad de la Empresa de los Ferrocarriles del Estado. Esta tornamesa —construida en 1916— es considerada patrimonio histórico local. Sin embargo, durante ese mismo mes, EFE entró en contactó con quienes realizaron el daño, y estos se comprometieron a restaurar la tornamesa.